# 毕士悌
毕士悌（1901年—1936年2月22日），又名杨林，原名金勋，字志远:5，朝鲜平安北道人，中国工农红军将领。
毕士悌原籍朝鲜平安北道，早年参加三一反日运动，后前往朝鲜独立志士在中国奉天通化县创办的新兴武官学校学习，参加过青山里战役。1924年，毕士悌从云南陆军讲武堂毕业后，成为黄埔军校教员。在黄埔军校期间，他被校政治部主任周恩来吸收加入中国共产党，成为叶挺独立团第三营营长，黄埔军校主任教官，后参加北伐战争和南昌起义。1927年，他被派往苏联学习，1930年返回满洲任中共满洲省委军委书记，领导了磐石工农反日义勇军（东北抗日联军第1军前身）和延边地区抗日游击队（东北抗日联军第2军前身）的创建，是“三位从云南讲武堂走出来的抗联将军”和“十五位从黄埔走出的抗联将军”之一。
1932年7月，毕士悌被调到江西瑞金中央苏区协助周恩来进行扩军的工作，任总兵参部参谋长兼工农红军第一方面军补充师师长。此后，他曾先后但任江西军区会昌、寻鄔、安远军分区司令员，粤赣军区司令员，中国工农红军第二十三军军长，红一方面军第一军团参谋长。1934年，他在中华苏维埃共和国第二次全国代表大会上被选为175名中央执行委员之一，与越南籍代表洪水一起成为中央苏区政府仅有的两名外籍委员。
长征期间，毕士悌担任中央军委干部团参谋长，护送中央红军渡过湘江。红军四渡赤水期间，他带领干部团巧夺皎平渡渡口，帮助红军顺利渡过金沙江，摆脱国民党军队的围追。1935年红军完成二万五千长征后，毕士悌被任命为红十五军团第七十五师参谋长。直罗镇战役中，他带领部队大败国民党东北军。在东征战役中，他率领红十五军团先头团强渡黄河，在贺家洼战斗中腹部中弹，后因伤势太重而亡。

## 早年

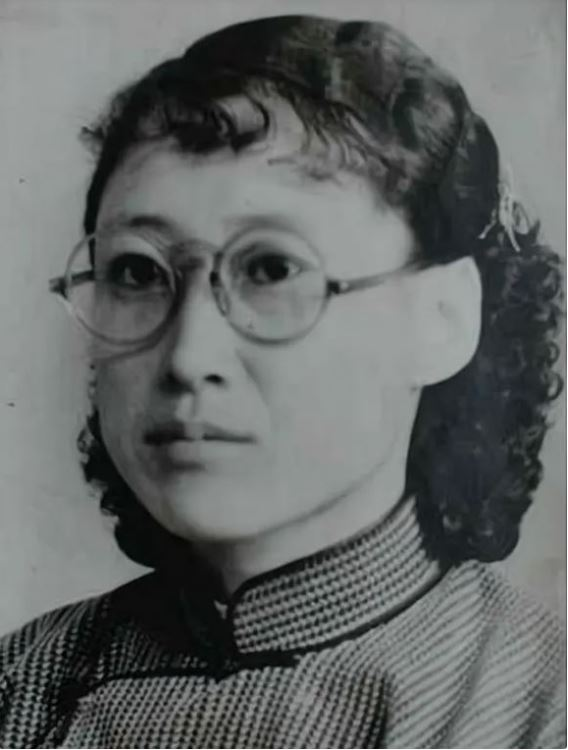
毕士悌的夫人李秋岳

1901年（一说1898年），毕士悌出生于朝鲜平安北道一个爱国志士家庭。1910年日本吞并朝鲜后，他被父亲送到进步的平壤崇实中学学习。1919年3月，他作为学生领袖参与了三一反日运动。同校的女生领袖李秋岳（两人后结婚）也和他一起为运动参与者发放《独立宣言》。毕士悌的父亲在此次运动中被捕，后被杀害。毕士悌也被日本人通缉。同年6月，他越过鸭绿江，前往朝鲜独立志士在中国奉天通化县创办的新兴武官学校学习，与金若山是同学。:5-13
1920年5月，毕士悌从新兴武官学校毕业，后在汪清县加入徐一创建的北路军政署，任北路军政署士官练成所教官。同年10月，他带领两个中队参加了青山里战役，与大部队一起参加了包括渔浪村、白云坪、泉水洞等十几次战斗。青山里战役后，毕士悌被派往上海向大韩民国临时政府汇报战况。《独立新闻》连载了他的《北路我军实战记》。1921年5月10日，他在上海加入了李东辉的高丽共产党。:13-38
在北路军政署期间，毕士悌的顶头上司是李范奭。受李范奭影响，他在1921年6月经越南前往李范奭昔日就读的云南陆军讲武堂学习。为避免日本人的干预，他应校方要求化名“扬州平”以华侨身份被编入云南讲武堂第16届第6队第1分区炮兵专业。:39-41

## 黄埔军校时期

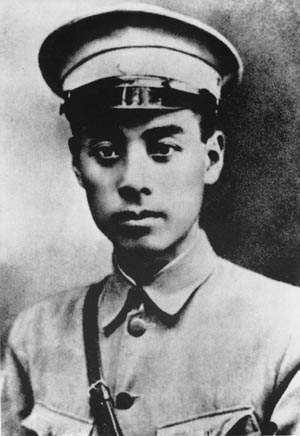
黄埔军校政治部主任周恩来

1924年初，毕士悌以全校第一名的成绩从云南陆军讲武堂毕业，被校方挽留任教。但他却选择前往当时中国革命的中心广州，成为新成立的黄埔军校教员，化名“杨宁”。他的妻子李秋岳此时也从朝鲜来与他团聚。此外，他与昔日新兴武官学校的同学金若山也再次重逢，并为义烈团成员到黄埔军校学习提供帮助。受黄埔军校政治部主任周恩来等中国共产党人影响，毕士悌加入了以共产党员为核心的中国青年军人联合会。1925年2月，夫妻两人参加了国民革命军第一次东征，6月又与黄埔军校学生军参加了平定滇、桂军杨希闵和刘震寰叛乱的斗争。:45-68
国民革命军第一次东征期间，毕士悌因表现出色被周恩来提拔为第三届学员队第四队上尉队长，夫妻两人后被秘密发展成为中国共产党员。1925年11月，由中共实际领导的国民革命军第四军独立团（叶挺独立团）成立，周恩来调任毕士悌为独立团第三营营长兼任党小组组长。中山舰事件后，毕士悌被周恩来调回黄埔军校，帮助引导朝鲜青年不要卷入校内的左右派争斗，并升任主任教官。1926年冬，义烈团在毕士悌的引导下整改为“朝鲜民族独立党”。1926—1927年间，毕士悌跟随国民革命军第十一军第24师叶挺的部队参加了北伐战争和南昌起义。:50-89

## 苏联和满洲时期
1927年中共南昌起义失败后，毕士悌和李秋岳被派往苏联莫斯科中山大学学习政治理论。毕士悌这个名字是他在苏联期间开始使用的。他用一年的时间就学完了两年的课程，后转入莫斯科步兵学校学习一年。1930年春，毕士悌和李秋岳学成返回中国，被任命为中共满洲省委军委书记，改名为“杨林”。1930年10月，杨林与新任东满特委书记廖如愿在延边地区成立中共东满特委，并出任东满特军委书记。他在汪清、珲春、延吉、和龙四县成立军委，建立工农赤卫队，并撰写了《东满游击队工作大纲》，“发动广大群众…..夺取武器，推倒敌人的统治…建立苏维埃政权…”。

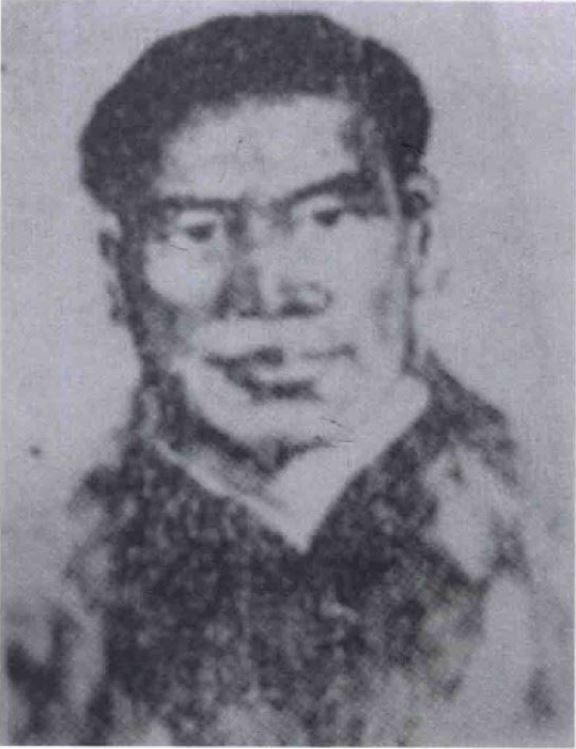
抗战英烈李红光

1931年九一八事变后，延边地区地区的反日游击武装遭到日本军警严重破败。杨林被调回哈尔滨重新担任满洲省委军委书记。1932年，他深入南满磐石巡查，与李红光、李东光等一起指导发动群众武装斗争，开展军事培训，组织领导了“四三” 蛤蟆河子农民反日大暴动和“五一”、“五七”反日游行示威。1932年6月4日，满洲工农反日义勇军第1军第4纵队（磐石工农反日义勇军），在杨林的指导下在磐东地区正式成立。该队伍后为东北抗日联军第1军的前身。1932年，东满地区在他的关怀下也先后组建了汪清、珲春、延吉、和龙游击队。汪清县和和龙县渔浪村还建起了抗日根据地。东满的这些游击队后发展成为东北抗日联军第2军:166-167。毕士悌因此被誉为“三位从云南讲武堂走出来的抗联将军”、“十五位从黄埔走出的抗联将军”之一。

## 中央苏区时期
1932年7月，杨林被调到江西瑞金中央苏区工作。李秋岳由于怀有身孕没有随杨林去江西而是继续留在满洲工作。杨林被周恩来任命为劳动与战争委员会参谋长，兼工农红军第一方面军补充师师长。当时已经历过國民政府三次围剿的共产党开始应对国民党军队的第四次围剿，扩大和巩固红军是当时苏区的头号任务。根据中华苏维埃中央执行委员会的指令，“凡是扩充主力红军输送的工农战士，为便于整顿部队参加前线作战，都必须经过补充团的集中训练。”为完成“创造一百万铁的红军”任务，杨林组织成立了10个补充团，任总教练。在他的努力下，中央苏区新兵人数截至1933年5月扩增了近两万人。此外，他还协调各部门动员群众修路筑桥，制作军用品，筹集革命经费60余万元。:127-132
为应对国民党军队第四次围剿，中共在江西会昌、安远、寻鄔福建武平四县开辟了第三分区，杨林任江西军区会昌、寻鄔、安远军分区司令员。1933年3月25日，江西军区第三分区与第五军区改编为中国工农红军第二十三军，杨林任军长。粉碎国民党军队第四次围剿后，劳动与战争委员会改名总兵参部，直接隶属于中央革命军事委员会。杨林继续担任总兵参部参谋长。同年4月，杨林接任粤赣军区司令员之职，后又被破格升职为红一方面军第一军团参谋长。:132-144
1934年1月21日至2月1日在中华苏维埃共和国第二次全国代表大会上，杨林被选为175名中央执行委员之一，与越南籍代表洪水一起成为中央苏区工农民主政府仅有的两名外籍委员。中华苏维埃共和国第二次全国代表大会之后，杨林被中央革命军事委员会调到中国工农红军大学任军事总教官。杨林开始重新使用苏联时期所用的毕士悌名字。:147-153

## 长征时期

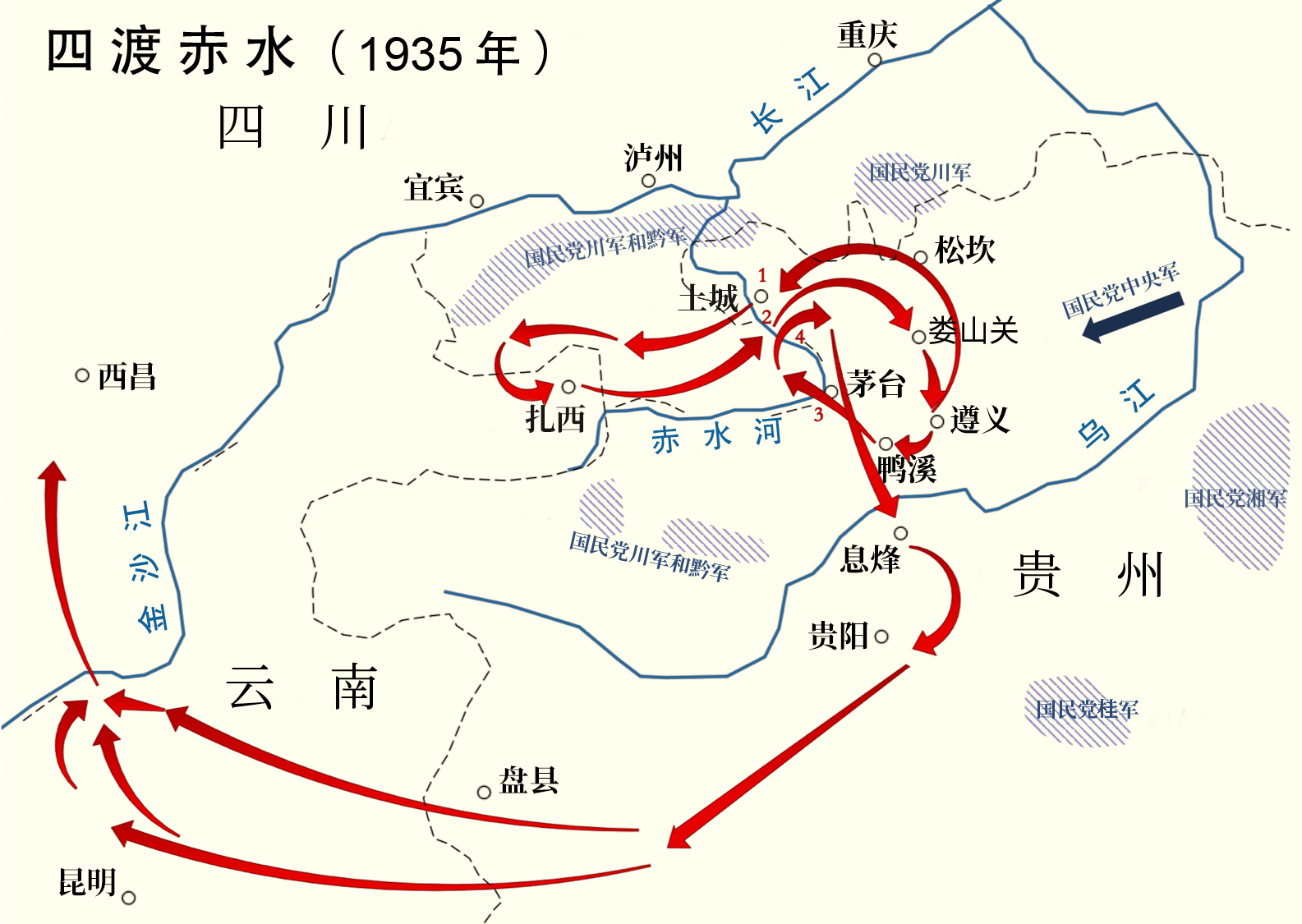
四渡赤水

1934年10月，红军在中央苏区第五次反围剿战争失利后，被迫开始长征。毕士悌被编入中央军委干部团。湘江战役期间，他随干部团与国民党军队激战掩护中共中央和中央军委渡过湘江。1935年1月遵义会议后，毕士悌开始担任中央军委干部团参谋长。同年2月，干部团首渡赤水进入云南扎西地区，后二渡赤水发起攻打遵义的第二次战役，毕士悌和干部团在娄山关和老鸦山战斗中立下汗马功劳。在三渡、四渡赤水战役中，毕士悌指挥干部团完成了赤水河两岸的警戒与掩护，以及在乌江上搭浮桥的任务。:195-221
红军渡过乌江后，祥攻贵阳和昆明，但实际却是要强渡金沙江进入四川。1935年4月29日，干部团接到中央军委强渡金沙江，抢占皎平渡渡口的命令。毕士悌带领前卫连强行军，火速到达皎平渡口，在守渡口国民党士兵酣睡之时没费一枪一弹渡过金沙江，攻占皎平渡口，活捉60名国民党士兵，并缴获船只。第二天，他又带领干部团继续向前强行军20公里，夺取通安州有效巩固皎平渡口，保障中央红军平安渡江。红军渡江后烧毁了渡江船只，依靠金沙江摆脱了长征以来数十万国民党军队的围追。干部团也因此得到中央军委的通令嘉奖，名声大振。:223-246:648

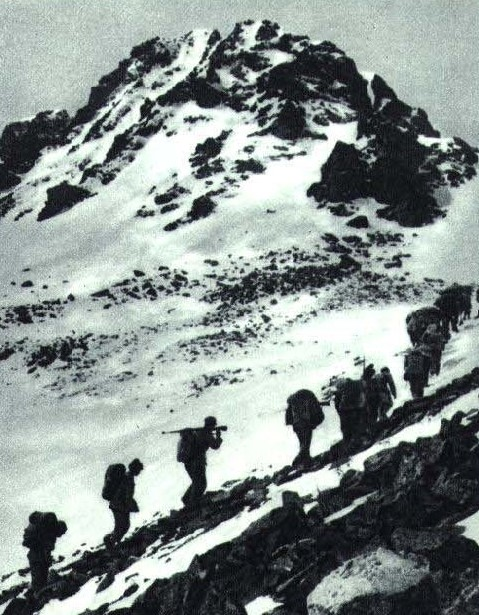
红军长征时期夹金山

渡过金沙江后，毕士悌与中央红军渡过大渡河，翻过夹金山大雪山，于1935年6月中旬在夹金山北山脚与红四方面军会合。干部团与第四方面军红军学校合并改编为红军学校特科团，毕士悌继续任参谋长。夹金山之后，红军又翻越了梦笔山等四五座雪山。同年8月，毕士悌与特科团一起用时7天7夜行军600里，穿越川藏地区生命禁区草地、沼泽。9月，他与原红一军团部队跟随毛泽东继续北上。10月4日，北上红军突破国民党最后一道防线，越过宁夏南部的六盘山，于10月19日到达陕北革命根据地吴起镇，结束两万五千里长征:269-331。毕士悌和武亭是仅有的两位活着到达陕北的朝鲜人。

## 东征战役
1935年11月初，红十五军团与红一方面军在陕北会合，中央苏维埃政府恢复红一方面军番号，并将红十五军团纳入红一方面军，毕士悌被任命为红十五军团第七十五师参谋长。红十五军团与红一方面军会合后，蒋介石成立了“西北剿共”总司令部，亲任总司令，统领陕甘宁青四省兵力围剿红军。东北军张学良任副总司令兼总司令代行。11月20日，红十五军团一个连按毛泽东和周恩来指示将国民党东北军第一零九师引到直罗镇。次日，红一和红十五军团与之激战。毕士悌带领部队从直罗镇南北高地打压东北军，不到两小时便占领一零九师驻地直罗镇。直罗镇战役歼灭包括一零九师长牛元峰在内的东北军官兵1000余人，俘虏5300余人。:344-347
直罗镇战役后，2000多名一零九师俘虏被组建成一个补充师，毕士悌再次被任命为补充师师长，负责对俘虏兵的整训与改造。被改造的俘虏兵包括后成为中国人民解放军少将的崔建功。红军还释放了其它东北军俘虏，向张学良转达红军中国人不打中国人，只要东北军与红军停战反蒋抗日，红军将如数归还被俘东北军和武器的意向。完成战俘兵改造任务后，毕士悌重新回任红十五军团第七十五师参谋长。:349-351
1935年12月24日，毛泽东和周恩来根据瓦窑堡会议东渡黄河去华北抗日的战略，公布《40日准备行动的计划》，为东征作准备。1936年2月20日，具有金沙江渡江作战经验的毕士悌奉命指挥红十五军团二三三团先头团乘夜色秘密渡黄河作战。先头团的船还未到岸便遭到对岸阎锡山晋绥军的射击，毕士悌即下令火力反击强渡。上岸后，先头团与晋绥军激烈交火，攻下贺家洼一座地堡。在攻打晋绥军中心阵地时，毕士悌腹部中弹。由于当时医疗条件差，毕士悌后于1936年2月22日因伤势过重而亡。同年8月，他的妻子李秋岳在通河县被日军警逮捕，后于1936年9月3日被处决。她的头颅后被砍下悬挂于通河县城。:355-363:168